# Grenville-sur-la-Rouge
Grenville-sur-la-Rouge è un comune del Canada, situato nella provincia del Québec, nella regione di Laurentides.